# Sarah Kuttner
 (juin 2021).
Sarah Kuttner (née le 29 janvier 1979 à Berlin-Est) est une animatrice de télévision allemande.

## Biographie
Sarah Kuttner est la fille de l'animateur de radio Jürgen Kuttner (de). Pendant sa scolarité, elle fait la connaissance de Nora Tschirner. Elle part à Londres pour être fille au pair et rencontre un correspondant du journal Der Spiegel puis fait un stage de six mois dans le bureau londonien. De retour à Berlin en octobre 2000, elle devient pigiste à la station de radio Fritz (de).
En novembre 2001, elle est choisie après un casting pour être la nouvelle animatrice de Viva Allemagne. Jusqu'en 2004, en alternance avec Gülcan Kamps, elle présente l'émission de l'après-midi Interaktiv.
En 2004, elle intègre l'ARD et anime avec Jörg Pilawa le concours de sélection allemande pour le concours Eurovision de la chanson. Le 2 août, elle présente une émission qui porte son nom. La seconde saison est diffusée sur MTV. La société de production aussi à son nom est une filiale de Brainpool.
De novembre 2007 à avril 2008, Sarah Kuttner anime avec son père une émission de radio hebdomadaire sur Radio Eins. En 2008, elle anime sur Sat.1 Comedy (de) une émission consacrée au slam.
En 2010, elle donne une série d'interviews vidéos avec Arthur Abraham, Paul van Dyk, Collien Ulmen-Fernandes, Tim Mälzer (de), Oliver Pocher (de) et Nora Tschirner. Elle fait aussi sur une série de reportages pour 3sat avec Markus Kavka.
Le 31 août 2011, ZDFneo diffuse dans le cadre de TVLab (de) le pilote de Bambule, un magazine que Sarah Kuttner présente. Après un vote des téléspectateurs, l'émission reprend en octobre pour une saison complète de 15 émissions. Le 10 avril 2014 commence Kuttner plus Zwei (de).
En décembre 2020, elle révèle avoir été atteinte de la Covid-19.

## Livres
Sarah Kuttner a écrit plusieurs romans,,.

## Source de la traduction
- (de) Cet article est partiellement ou en totalité issu de l’article de Wikipédia en allemand intitulé « Sarah Kuttner » (voir la liste des auteurs).